# Patrick Lagadec
Pour les articles homonymes, voir Lagadec.
Patrick Lagadec est un chercheur français spécialiste de la gestion du risque et de la gestion de crise né le 29 septembre 1948. Il est directeur de recherche honoraire de l’École polytechnique et désormais consultant et conférencier sur le pilotage des situations complexes et chaotiques.

## Parcours personnel
Ancien élève de l’École supérieure des sciences économiques et commerciales (1972) et de l’École des hautes études en sciences sociales (1972), il est titulaire d’un doctorat de 3e cycle (Université Paris 1 Panthéon-Sorbonne - 1976) et d’un doctorat d'État en science politique (1980). À la fin des années 1970, il est ingénieur de recherche au laboratoire d’économétrie de l’École polytechnique.
Outre ses activités de recherche, Patrick Lagadec conseille les cadres dirigeants de grandes entreprises françaises ou étrangères (énergie, transport, distribution, aéronautique-espace, banques), les hauts fonctionnaires concernés par la gestion des risques (préfectures, ONU, OCDE, Union européenne, OTAN, etc.). Ses travaux concernent plus particulièrement les crises hors-cadres (grandes crises) qui impliquent un dépassement des systèmes de gestion de crise.
Il est intervenu à l’ENA, à l’École des mines de Paris, à l’École des ponts et chaussées, à l’École de guerre, à Sorbonne Université dans le cadre de la préparation de Directeurs de crise médicaux pour les crises hors cadre, etc.

## Distinctions
- Officier de l'Ordre national du Mérite
- Lauréat 1999 du Prix du Forum Engelberg[réf. nécessaire]